# 李祖源
李祖源（1943年6月13日—），湖北省漢川縣人，國立政治大學外交學系學士、外交研究所碩士，是現任由親民黨推薦產生的國家通訊傳播委員會委員（同樣由親民黨推薦的還有國立政治大學法律學系教授劉宗德）。李祖源在中國廣播公司總經理任內，由於不滿中廣售地案而辭職。
1999年12月18日上午，時任台灣電視公司副董事長的李祖源駁斥《自由時報》該日頭條宋楚瑜秘書長專戶資金 流入10餘人戶頭報導不實，在其女兒台視新聞主播李弘敏陪同之下前往台北地檢署按鈴控告《自由時報》發行人吳阿明等三人涉及《中華民國刑法》妨害名譽罪與誹謗罪，並稱願意公開帳戶接受調查；李祖源說，該報導所指的時間應是1991年至1993年間，但根本無《自由時報》所指情事，《自由時報》卻未經任何查證就報導，已經構成誹謗，對他造成嚴重傷害；同日晚間，《自由時報》發表書面聲明：「報導宋楚瑜秘書長專戶資金 流入10餘人戶頭新聞，確有所本並經查證，始予刊載。對散布於眾、損害本報報譽的說詞，本報保留法律追訴權。」

## 經歷
- 《中華日報》記者
- 《民生報》總編輯特別助理
- 中國國民黨中央委員會文化工作會秘書
- 三民主義統一中國大同盟秘書處主任
- 中國國民黨中央委員會秘書處副主任
- 《中央月刊》總編輯
- 華夏投資公司總經理
- 中央通訊社副社長
- 大世界公關顧問公司董事長
- 台灣電視公司總經理
- 台視文化公司董事長
- 台灣電視公司副董事長
- 中華民國廣播電視事業協會理事長
- 中華民國電視學會理事長
- 台北市新聞記者公會理事長
- 萬世國際公司董事長
- 中國廣播公司總經理
- 中華民國射箭協會理事長
- 中華台北奧林匹克委員會執行委員
- 中央選舉委員會委員
- 海峽交流基金會董事
- 世界李氏宗親總會名譽副理事長
- 國家通訊傳播委員會委員

## 家庭
- 李祖源的女兒李弘敏曾任台視新聞駐美記者，2006年嫁給戰略與國際研究中心（CSIS）資深研究員米德偉。2009年4月，米德偉出任美國國防部亞太首席副助理部長。[5]